# Карло Луканов
Карло Тодоров Луканов е български юрист и политик от БКП.
Той е заместник-председател на Министерския съвет и министър на външните работи на България от 11 август 1956 до 27 ноември 1962 г. Син е на Тодор Луканов и баща на Андрей Луканов (и двамата активни дейци на БКП) и реж. Гертруда Луканова.

## Биография

### Произход, ранни години
Карло Луканов е роден на 1 ноември (20 октомври стар стил) 1897 г. в Плевен, в семейството на активния социалдемократ Тодор Луканов. От 1913 до 1917 г. е ученик в гимназията в Плевен. Член е на БКМС от 1913 г. и на БРП (к.) от 1917 г. През същата година завършва Школата за запасни офицери и участва в Първата световна война като воин от 26-и артилерийски полк. Бил е секретар на Плевенското дружество на БКМС.
От 1918 до 1923 г. е студент по право в Юридическия факултет на Софийския университет „Климент Охридски“ и стажант при адвокат в Плевен. След атентата в църквата „Света Неделя“ през 1925 г. е арестуван за нелегална дейност и осъден на 4,5 г. затвор, но е амнистиран през 1926 г. От 1919 до 1923 г. е член на Окръжната контролна комисия на БКП. На 23 юни 1924 г. имигрира в Австрия. От 1924 до 1926 г. е член на областната тройка, но попада в затвор за година през 1925 г.
От 1926 до 1944 г. е в Съветския съюз, където работи като служител в строително предприятие. От 1927 до 1944 г. е член на Всесъюзната комунистическа партия (болшевики) и депутат в Москва (1934 – 1939). От 1936 до 1938 г. е в Испания, където заема ръководни постове в състава на Интернационалните бригади, подкрепящи републиканското правителство по време на Гражданската война в страната. След завръщането си в Москва работи в Коминтерна, а от 1941 г. – в българоезичното радио „Христо Ботев“.

### Професионална кариера
След 9 септември 1944 г. се връща в България и до септември 1945 г. e член на комисията по управлението в ЦК на БРП (к.) От 1945 до 1946 г. е директор на Българското радио в София. След това е подпредседател на Държавната планова комисия (1947 – 1949) и същевременно от януари 1948 г. е подпредседател на Комитета за наука, изкуство и култура (КНИК). През 1949 г. става председател на КНИК, а от 5 декември 1949 до 28 февруари 1952 г. ръководи Държавната планова комисия. Бил е заместник-председател на Министерския съвет от 1952 до 1954 г.
Кандидат-член на ЦК на БКП от 7 юни 1950 г., член на ЦК на БКП от 4 март 1954 г. до края на живота си. През 1954 година е отстранен от вицепремиерския пост, вероятно защото бил подразнил премиера със свой коментар за литературата – област, която Червенков смятал за своя.
Между 1954 и 1956 г. е посланик на България в Съветския съюз, Монголия и Финландия. След завръщането си в България е министър на външните работи в правителствата на Антон Югов от 11 август 1956 до 27 ноември 1962 г., за кратко е и заместник-председател на Министерския съвет (1956 – 1957). Посланик е в Швейцария от 1963 до 1966 г.
Карло Луканов умира на 15 юли 1982 г. в София, България.